# ISSF Junioren World Cup 2019
Der ISSF Junioren World Cup 2019, fand vom 12. bis 20. Juli 2019 in Suhl, Deutschland für die Disziplinen Gewehr, Pistole und Wurftauben statt.

## Ergebnisse

### Gewehr

#### Männer
| 10 m Luftgewehr | 10 m Luftgewehr | 10 m Luftgewehr   | 10 m Luftgewehr | 10 m Luftgewehr | 10 m Luftgewehr | 10 m Luftgewehr | 10 m Luftgewehr |
| Nr.             | Wettbewerb      | Gold              | Gold            | Silber          | Silber          | Bronze          | Bronze          |
| --------------- | --------------- | ----------------- | --------------- | --------------- | --------------- | --------------- | --------------- |
| 1               | Suhl            | Grigorii Shamakov | 250,0           | Zhang Changhong | 249,1           | Xu Yuannan      | 228,6           |

| 10 m Luftgewehr, Team | 10 m Luftgewehr, Team | 10 m Luftgewehr, Team                                  | 10 m Luftgewehr, Team | 10 m Luftgewehr, Team                             | 10 m Luftgewehr, Team | 10 m Luftgewehr, Team                                           | 10 m Luftgewehr, Team |
| Nr.                   | Wettbewerb            | Gold                                                   | Gold                  | Silber                                            | Silber                | Bronze                                                          | Bronze                |
| --------------------- | --------------------- | ------------------------------------------------------ | --------------------- | ------------------------------------------------- | --------------------- | --------------------------------------------------------------- | --------------------- |
| 1                     | Suhl                  | Volksrepublik ChinaXu Yuannan Zhang Changhong Liu Yuqi | 1877,8 EWRJ           | IndienYash Vardhan Hriday Hazarika Paarth Makhija | 1877,4                | UngarnMárton István Klenczner Soma Rickard Hammerl Zalán Pekler | 1870,1                |

| 50 m Dreistellungskampf | 50 m Dreistellungskampf | 50 m Dreistellungskampf     | 50 m Dreistellungskampf | 50 m Dreistellungskampf | 50 m Dreistellungskampf | 50 m Dreistellungskampf | 50 m Dreistellungskampf |
| Nr.                     | Wettbewerb              | Gold                        | Gold                    | Silber                  | Silber                  | Bronze                  | Bronze                  |
| ----------------------- | ----------------------- | --------------------------- | ----------------------- | ----------------------- | ----------------------- | ----------------------- | ----------------------- |
| 1                       | Suhl                    | Aishwary Pratap Singh Tomar | 459,3 WRJ               | Zalán Pekler            | 454,8                   | Zhang Changhong         | 442,8                   |

| 50 m Dreistellungskampf, Team | 50 m Dreistellungskampf, Team | 50 m Dreistellungskampf, Team                                | 50 m Dreistellungskampf, Team | 50 m Dreistellungskampf, Team                                | 50 m Dreistellungskampf, Team | 50 m Dreistellungskampf, Team                              | 50 m Dreistellungskampf, Team |
| Nr.                           | Wettbewerb                    | Gold                                                         | Gold                          | Silber                                                       | Silber                        | Bronze                                                     | Bronze                        |
| ----------------------------- | ----------------------------- | ------------------------------------------------------------ | ----------------------------- | ------------------------------------------------------------ | ----------------------------- | ---------------------------------------------------------- | ----------------------------- |
| 1                             | Suhl                          | Volksrepublik ChinaZhang Changhong Xu Yuannan Tang Chenliang | 3502-187x                     | NorwegenJon-Hermann Hegg Vegard Nordhagen Aleksander Teisrud | 3490-159x                     | RusslandGigorii Shamakov Savelii Triapitsyn Ilian Muliukov | 3488-158x                     |

| 50 m liegend Kleinkaliber | 50 m liegend Kleinkaliber | 50 m liegend Kleinkaliber | 50 m liegend Kleinkaliber | 50 m liegend Kleinkaliber | 50 m liegend Kleinkaliber | 50 m liegend Kleinkaliber | 50 m liegend Kleinkaliber |
| Nr.                       | Wettbewerb                | Gold                      | Gold                      | Silber                    | Silber                    | Bronze                    | Bronze                    |
| ------------------------- | ------------------------- | ------------------------- | ------------------------- | ------------------------- | ------------------------- | ------------------------- | ------------------------- |
| 1                         | Suhl                      | Stefan Wadlegger          | 623,4                     | Grigorii Shamakov         | 622,8                     | Zhang Changhong           | 622,3                     |

| 50 m liegend Kleinkaliber, Team | 50 m liegend Kleinkaliber, Team | 50 m liegend Kleinkaliber, Team                                           | 50 m liegend Kleinkaliber, Team | 50 m liegend Kleinkaliber, Team                              | 50 m liegend Kleinkaliber, Team | 50 m liegend Kleinkaliber, Team                      | 50 m liegend Kleinkaliber, Team |
| Nr.                             | Wettbewerb                      | Gold                                                                      | Gold                            | Silber                                                       | Silber                          | Bronze                                               | Bronze                          |
| ------------------------------- | ------------------------------- | ------------------------------------------------------------------------- | ------------------------------- | ------------------------------------------------------------ | ------------------------------- | ---------------------------------------------------- | ------------------------------- |
| 1                               | Suhl                            | DeutschlandMax Frieder Braun Luc Fabian Dingerdissen Luka Alexander Ribbe | 1877,8 EWRJ                     | NorwegenJon-Hermann Hegg Vegard Nordhagen Aleksander Teisrud | 1877,4                          | ÖsterreichStefan Wadlegger Andreas Thum Patrick Diem | 1870,1                          |

#### Frauen
| 10 m Luftgewehr | 10 m Luftgewehr | 10 m Luftgewehr    | 10 m Luftgewehr | 10 m Luftgewehr | 10 m Luftgewehr | 10 m Luftgewehr | 10 m Luftgewehr |
| Nr.             | Wettbewerb      | Gold               | Gold            | Silber          | Silber          | Bronze          | Bronze          |
| --------------- | --------------- | ------------------ | --------------- | --------------- | --------------- | --------------- | --------------- |
| 1               | Suhl            | Elavenil Valarivan | 251,6           | Mehuli Ghosh    | 250,2           | Océanne Muller  | 228,0           |

| 10 m Luftgewehr, Team | 10 m Luftgewehr, Team | 10 m Luftgewehr, Team                                | 10 m Luftgewehr, Team | 10 m Luftgewehr, Team                       | 10 m Luftgewehr, Team | 10 m Luftgewehr, Team                                       | 10 m Luftgewehr, Team |
| Nr.                   | Wettbewerb            | Gold                                                 | Gold                  | Silber                                      | Silber                | Bronze                                                      | Bronze                |
| --------------------- | --------------------- | ---------------------------------------------------- | --------------------- | ------------------------------------------- | --------------------- | ----------------------------------------------------------- | --------------------- |
| 1                     | Suhl                  | IndienMehuli Ghosh Elavenil Valarivan Shreya Agrawal | 1883,3 WRJ            | UngarnDorina Toma Gitta Bajos Dorina Lovasz | 1880,0                | SingapurTan Qian Xiu Adele Ho Xiu Yi Martina Lindsay Veloso | 1877,4                |

| 50 m Dreistellungskampf | 50 m Dreistellungskampf | 50 m Dreistellungskampf | 50 m Dreistellungskampf | 50 m Dreistellungskampf | 50 m Dreistellungskampf | 50 m Dreistellungskampf | 50 m Dreistellungskampf |
| Nr.                     | Wettbewerb              | Gold                    | Gold                    | Silber                  | Silber                  | Bronze                  | Bronze                  |
| ----------------------- | ----------------------- | ----------------------- | ----------------------- | ----------------------- | ----------------------- | ----------------------- | ----------------------- |
| 1                       | Suhl                    | Anna Janßen             | 453,2                   | Melissa Ruschel         | 452,2                   | Jeanette Hegg Duestad   | 441,7                   |

| 50 m Dreistellungskampf, Team | 50 m Dreistellungskampf, Team | 50 m Dreistellungskampf, Team                           | 50 m Dreistellungskampf, Team | 50 m Dreistellungskampf, Team                     | 50 m Dreistellungskampf, Team | 50 m Dreistellungskampf, Team             | 50 m Dreistellungskampf, Team |
| Nr.                           | Wettbewerb                    | Gold                                                    | Gold                          | Silber                                            | Silber                        | Bronze                                    | Bronze                        |
| ----------------------------- | ----------------------------- | ------------------------------------------------------- | ----------------------------- | ------------------------------------------------- | ----------------------------- | ----------------------------------------- | ----------------------------- |
| 1                             | Suhl                          | DeutschlandAnna Janßen Melissa Ruschel Larissa Weindorf | 3509-179x WRJ                 | Volksrepublik ChinaFu Yutian Chen Fanghui Hou Min | 3509-178x WRJ                 | UngarnDorina Toma Gitta Bajos Lea Horvath | 3508-169x                     |

| 50 m liegend Kleinkaliber | 50 m liegend Kleinkaliber | 50 m liegend Kleinkaliber | 50 m liegend Kleinkaliber | 50 m liegend Kleinkaliber | 50 m liegend Kleinkaliber | 50 m liegend Kleinkaliber | 50 m liegend Kleinkaliber |
| Nr.                       | Wettbewerb                | Gold                      | Gold                      | Silber                    | Silber                    | Bronze                    | Bronze                    |
| ------------------------- | ------------------------- | ------------------------- | ------------------------- | ------------------------- | ------------------------- | ------------------------- | ------------------------- |
| 1                         | Suhl                      | Jeanette Hegg Duestad     | 249,4 WRJ                 | Sara Karasova             | 248,1                     | Sheileen Waibel           | 227,1                     |

| 50 m liegend Kleinkaliber, Team | 50 m liegend Kleinkaliber, Team | 50 m liegend Kleinkaliber, Team                           | 50 m liegend Kleinkaliber, Team | 50 m liegend Kleinkaliber, Team                   | 50 m liegend Kleinkaliber, Team | 50 m liegend Kleinkaliber, Team                                 | 50 m liegend Kleinkaliber, Team |
| Nr.                             | Wettbewerb                      | Gold                                                      | Gold                            | Silber                                            | Silber                          | Bronze                                                          | Bronze                          |
| ------------------------------- | ------------------------------- | --------------------------------------------------------- | ------------------------------- | ------------------------------------------------- | ------------------------------- | --------------------------------------------------------------- | ------------------------------- |
| 1                               | Suhl                            | NorwegenJeanette Hegg Duestad Karina Stette Tonje Engevik | 1865,5 WRJ                      | Volksrepublik ChinaFu Yutian Hou Min Chen Fanghui | 1864,2                          | TschechienSara Karasova Katerina Štefanková Sabina Thurnwaldova | 1859,1                          |

#### Mixed
| 10 m Luftgewehr | 10 m Luftgewehr | 10 m Luftgewehr                            | 10 m Luftgewehr | 10 m Luftgewehr             | 10 m Luftgewehr | 10 m Luftgewehr              | 10 m Luftgewehr |
| Nr.             | Wettbewerb      | Gold                                       | Gold            | Silber                      | Silber          | Bronze                       | Bronze          |
| --------------- | --------------- | ------------------------------------------ | --------------- | --------------------------- | --------------- | ---------------------------- | --------------- |
| 1               | Suhl            | Armina Sadeghian Amir Siavash Zolfagharian | 17              | Shreya Agrawal Yash Vardhan | 11              | Mehuli Ghosh Hriday Hazarika | 16 (4)          |

### Pistole

#### Männer
| 10 m Luftpistole | 10 m Luftpistole | 10 m Luftpistole | 10 m Luftpistole | 10 m Luftpistole | 10 m Luftpistole | 10 m Luftpistole | 10 m Luftpistole |
| Nr.              | Wettbewerb       | Gold             | Gold             | Silber           | Silber           | Bronze           | Bronze           |
| ---------------- | ---------------- | ---------------- | ---------------- | ---------------- | ---------------- | ---------------- | ---------------- |
| 1                | Suhl             | Sarabjot Singh   | 239,6            | Wang Zhehao      | 237,7            | Lu Shichang      | 217,0            |

| 10 m Luftpistole, Team | 10 m Luftpistole, Team | 10 m Luftpistole, Team                                 | 10 m Luftpistole, Team | 10 m Luftpistole, Team                                          | 10 m Luftpistole, Team | 10 m Luftpistole, Team                                          | 10 m Luftpistole, Team |
| Nr.                    | Wettbewerb             | Gold                                                   | Gold                   | Silber                                                          | Silber                 | Bronze                                                          | Bronze                 |
| ---------------------- | ---------------------- | ------------------------------------------------------ | ---------------------- | --------------------------------------------------------------- | ---------------------- | --------------------------------------------------------------- | ---------------------- |
| 1                      | Suhl                   | Volksrepublik ChinaWang Zhehao Lu Shichang Zhang Yifan | 1716-47x               | BelarusAbdul-Aziz Kurdzi Vladislav Oganezov Yauheni Lamashevich | 1716-47x               | DeutschlandRobin Walter Jonathan Niklas Mader Jan Luca Karstedt | 1715-48x               |

| 25 m Schnellfeuerpistole | 25 m Schnellfeuerpistole | 25 m Schnellfeuerpistole | 25 m Schnellfeuerpistole | 25 m Schnellfeuerpistole | 25 m Schnellfeuerpistole | 25 m Schnellfeuerpistole | 25 m Schnellfeuerpistole |
| Nr.                      | Wettbewerb               | Gold                     | Gold                     | Silber                   | Silber                   | Bronze                   | Bronze                   |
| ------------------------ | ------------------------ | ------------------------ | ------------------------ | ------------------------ | ------------------------ | ------------------------ | ------------------------ |
| 1                        | Suhl                     | Anish Anish              | 29                       | Egor Ismakov             | 23                       | Florian Peter            | 19                       |

| 25 m Schnellfeuerpistole, Team | 25 m Schnellfeuerpistole, Team | 25 m Schnellfeuerpistole, Team                          | 25 m Schnellfeuerpistole, Team | 25 m Schnellfeuerpistole, Team                  | 25 m Schnellfeuerpistole, Team | 25 m Schnellfeuerpistole, Team                              | 25 m Schnellfeuerpistole, Team |
| Nr.                            | Wettbewerb                     | Gold                                                    | Gold                           | Silber                                          | Silber                         | Bronze                                                      | Bronze                         |
| ------------------------------ | ------------------------------ | ------------------------------------------------------- | ------------------------------ | ----------------------------------------------- | ------------------------------ | ----------------------------------------------------------- | ------------------------------ |
| 1                              | Suhl                           | DeutschlandFlorian Peter Christoph Lutz Stefan Max Holl | 1713-48x                       | Volksrepublik ChinaXia Qi He Shiyu Song Weichen | 1710-47x                       | IndienAgneya Kaushik Rajkanwar Singh Sandhu Udhayveer Sidhu | 1709-44x                       |

| 25 m Sportpistole | 25 m Sportpistole | 25 m Sportpistole     | 25 m Sportpistole | 25 m Sportpistole | 25 m Sportpistole | 25 m Sportpistole | 25 m Sportpistole |
| Nr.               | Wettbewerb        | Gold                  | Gold              | Silber            | Silber            | Bronze            | Bronze            |
| ----------------- | ----------------- | --------------------- | ----------------- | ----------------- | ----------------- | ----------------- | ----------------- |
| 1                 | Suhl              | Xia Qi (Sportschütze) | 548-23x           | Yuriy Kolesnyk    | 548-19x           | Florian Peter     | 583-19x           |

| 25 m Sportpistole, Team | 25 m Sportpistole, Team | 25 m Sportpistole, Team                                    | 25 m Sportpistole, Team | 25 m Sportpistole, Team                         | 25 m Sportpistole, Team | 25 m Sportpistole, Team                           | 25 m Sportpistole, Team |
| Nr.                     | Wettbewerb              | Gold                                                       | Gold                    | Silber                                          | Silber                  | Bronze                                            | Bronze                  |
| ----------------------- | ----------------------- | ---------------------------------------------------------- | ----------------------- | ----------------------------------------------- | ----------------------- | ------------------------------------------------- | ----------------------- |
| 1                       | Suhl                    | IndienRajkanwar Singh Sandhu Adarsh Singh Vijayveer Sindhu | 1738-56x                | Volksrepublik ChinaXia Qi He Shiyu Song Weichen | 1728-51x                | TschechienAntonin Tupy Matej Rampula Jan Vildomec | 1726-53x                |

| 25 m Standardpistole | 25 m Standardpistole | 25 m Standardpistole | 25 m Standardpistole | 25 m Standardpistole | 25 m Standardpistole | 25 m Standardpistole | 25 m Standardpistole |
| Nr.                  | Wettbewerb           | Gold                 | Gold                 | Silber               | Silber               | Bronze               | Bronze               |
| -------------------- | -------------------- | -------------------- | -------------------- | -------------------- | -------------------- | -------------------- | -------------------- |
| 1                    | Suhl                 | Udhayveer Sindhu     | 575-19x              | Adarsh Singh         | 568-07x              | Anish Anish          | 566-10x              |

| 25 m Standardpistole, Team | 25 m Standardpistole, Team | 25 m Standardpistole, Team                           | 25 m Standardpistole, Team | 25 m Standardpistole, Team                         | 25 m Standardpistole, Team | 25 m Standardpistole, Team                      | 25 m Standardpistole, Team |
| Nr.                        | Wettbewerb                 | Gold                                                 | Gold                       | Silber                                             | Silber                     | Bronze                                          | Bronze                     |
| -------------------------- | -------------------------- | ---------------------------------------------------- | -------------------------- | -------------------------------------------------- | -------------------------- | ----------------------------------------------- | -------------------------- |
| 1                          | Suhl                       | IndienUdhayveer Sindhu Vijayveer Sindhu Adarsh Singh | 1707-38x WRJ               | IndienAnish Anish Rajkanwar Sandhu Dilshaan Kelley | 1676-31x-47x               | Volksrepublik ChinaXia Qi He Shiyu Song Weichen | 1673-24x                   |

| 50 m Freie Pistole | 50 m Freie Pistole | 50 m Freie Pistole | 50 m Freie Pistole | 50 m Freie Pistole | 50 m Freie Pistole | 50 m Freie Pistole | 50 m Freie Pistole |
| Nr.                | Wettbewerb         | Gold               | Gold               | Silber             | Silber             | Bronze             | Bronze             |
| ------------------ | ------------------ | ------------------ | ------------------ | ------------------ | ------------------ | ------------------ | ------------------ |
| 1                  | Suhl               | Gaurav Rana        | 553-15x            | Arjun Singh Cheema | 551-12x            | Ihor Solovei       | 550-10x            |

| 50 m Freie Pistole, Team | 50 m Freie Pistole, Team | 50 m Freie Pistole, Team                             | 50 m Freie Pistole, Team | 50 m Freie Pistole, Team                                       | 50 m Freie Pistole, Team | 50 m Freie Pistole, Team                                      | 50 m Freie Pistole, Team |
| Nr.                      | Wettbewerb               | Gold                                                 | Gold                     | Silber                                                         | Silber                   | Bronze                                                        | Bronze                   |
| ------------------------ | ------------------------ | ---------------------------------------------------- | ------------------------ | -------------------------------------------------------------- | ------------------------ | ------------------------------------------------------------- | ------------------------ |
| 1                        | Suhl                     | IndienArjun Singh Cheema Gaurav Rana Vijayveer Sidhu | 1651-34x                 | BelarusAbdul-Aziz Kurdzi Vladislav Oganezov Uladzislau Dzemesh | 1610-24x                 | RusslandAndrei Chilikov Egor Vyskrebtsev Aleksandr Kondrashin | 1608-20x                 |

#### Frauen
| 10 m Luftpistole | 10 m Luftpistole | 10 m Luftpistole | 10 m Luftpistole | 10 m Luftpistole | 10 m Luftpistole | 10 m Luftpistole     | 10 m Luftpistole |
| Nr.              | Wettbewerb       | Gold             | Gold             | Silber           | Silber           | Bronze               | Bronze           |
| ---------------- | ---------------- | ---------------- | ---------------- | ---------------- | ---------------- | -------------------- | ---------------- |
| 1                | Suhl             | Sevval Tarhan    | 241,8            | Esha Singh       | 236,6            | Yasemin Beyza Yılmaz | 215,4            |

| 10 m Luftpistole, Team | 10 m Luftpistole, Team | 10 m Luftpistole, Team                                   | 10 m Luftpistole, Team | 10 m Luftpistole, Team                                       | 10 m Luftpistole, Team | 10 m Luftpistole, Team                                       | 10 m Luftpistole, Team |
| Nr.                    | Wettbewerb             | Gold                                                     | Gold                   | Silber                                                       | Silber                 | Bronze                                                       | Bronze                 |
| ---------------------- | ---------------------- | -------------------------------------------------------- | ---------------------- | ------------------------------------------------------------ | ---------------------- | ------------------------------------------------------------ | ---------------------- |
| 1                      | Suhl                   | ItalienBrunella Aria Margherita Veccaro Maria Varricchio | 1702-43x               | DeutschlandAndrea Heckner Vanessa Seeger Tabea Isabell Ocker | 1691-31x               | UngarnMiriam Jako Sára Ráhel Fábián Krisztina Panna Komaromi | 1687-30x               |

| 25 m Sportpistole | 25 m Sportpistole | 25 m Sportpistole    | 25 m Sportpistole | 25 m Sportpistole    | 25 m Sportpistole | 25 m Sportpistole | 25 m Sportpistole |
| Nr.               | Wettbewerb        | Gold                 | Gold              | Silber               | Silber            | Bronze            | Bronze            |
| ----------------- | ----------------- | -------------------- | ----------------- | -------------------- | ----------------- | ----------------- | ----------------- |
| 1                 | Suhl              | Miroslawa Mintschewa | 30                | Camille Jedrzejewski | 28                | Zhu Siying        | 25                |

| 25 m Sportpistole, Team | 25 m Sportpistole, Team | 25 m Sportpistole, Team                            | 25 m Sportpistole, Team | 25 m Sportpistole, Team                                         | 25 m Sportpistole, Team | 25 m Sportpistole, Team                                    | 25 m Sportpistole, Team |
| Nr.                     | Wettbewerb              | Gold                                               | Gold                    | Silber                                                          | Silber                  | Bronze                                                     | Bronze                  |
| ----------------------- | ----------------------- | -------------------------------------------------- | ----------------------- | --------------------------------------------------------------- | ----------------------- | ---------------------------------------------------------- | ----------------------- |
| 1                       | Suhl                    | Volksrepublik ChinaZhu Siying Wang Keyi Li Xueying | 1734-47x<bt>EWRJ        | FrankreichAnnabelle Pioch Camille Jedrzejewski Kateline Nicolas | 1729-49x                | ThailandChawisa Paduka Kanjakorn Hirunphoem Viramon Kidarn | 1718-45x                |

| 25 m Standardpistole | 25 m Standardpistole | 25 m Standardpistole | 25 m Standardpistole | 25 m Standardpistole | 25 m Standardpistole | 25 m Standardpistole | 25 m Standardpistole |
| Nr.                  | Wettbewerb           | Gold                 | Gold                 | Silber               | Silber               | Bronze               | Bronze               |
| -------------------- | -------------------- | -------------------- | -------------------- | -------------------- | -------------------- | -------------------- | -------------------- |
| 1                    | Suhl                 | Chawisa Paduka       | 567-10x              | Annabelle Pioch      | 557-09x              | Wang Keyi            | 556-13x              |

| 25 m Standardpistole, Team | 25 m Standardpistole, Team | 25 m Standardpistole, Team            | 25 m Standardpistole, Team | 25 m Standardpistole, Team                                      | 25 m Standardpistole, Team | 25 m Standardpistole, Team                                    | 25 m Standardpistole, Team |
| Nr.                        | Wettbewerb                 | Gold                                  | Gold                       | Silber                                                          | Silber                     | Bronze                                                        | Bronze                     |
| -------------------------- | -------------------------- | ------------------------------------- | -------------------------- | --------------------------------------------------------------- | -------------------------- | ------------------------------------------------------------- | -------------------------- |
| 1                          | Suhl                       | IndienWang Keyi Zhu Siying Li Xueying | 1666-36x                   | FrankreichAnnabelle Pioch Camille Jedrzejewski Kateline Nicolas | 1645-33x                   | ThailandChawisa Paduka Kanjakorn Hirunphoem Natsara Champalat | 1635-21x                   |

| 50 m Pistole | 50 m Pistole | 50 m Pistole    | 50 m Pistole | 50 m Pistole | 50 m Pistole | 50 m Pistole   | 50 m Pistole |
| Nr.          | Wettbewerb   | Gold            | Gold         | Silber       | Silber       | Bronze         | Bronze       |
| ------------ | ------------ | --------------- | ------------ | ------------ | ------------ | -------------- | ------------ |
| 1            | Suhl         | Nadezhda Koloda | 543-09x      | Priya Raghav | 535-08x      | Vibhuti Bhatia | 531-06x      |

| 50 m Pistole, Team | 50 m Pistole, Team | 50 m Pistole, Team                                    | 50 m Pistole, Team | 50 m Pistole, Team                                 | 50 m Pistole, Team | 50 m Pistole, Team                                      | 50 m Pistole, Team |
| Nr.                | Wettbewerb         | Gold                                                  | Gold               | Silber                                             | Silber             | Bronze                                                  | Bronze             |
| ------------------ | ------------------ | ----------------------------------------------------- | ------------------ | -------------------------------------------------- | ------------------ | ------------------------------------------------------- | ------------------ |
| 1                  | Suhl               | RusslandNadezhda Koloda Albina Bevz Olga Schemelinina | 1881,5             | IndienPriya Raghav Vibhuti Bhatia Harshada Nithave | 1879,0             | BelarusVulyana Rohach Hanna Moladava Liubou Stralchonak | 1875,9             |

#### Mixed
| 10 m Luftpistole | 10 m Luftpistole | 10 m Luftpistole            | 10 m Luftpistole | 10 m Luftpistole                     | 10 m Luftpistole | 10 m Luftpistole       | 10 m Luftpistole |
| Nr.              | Wettbewerb       | Gold                        | Gold             | Silber                               | Silber           | Bronze                 | Bronze           |
| ---------------- | ---------------- | --------------------------- | ---------------- | ------------------------------------ | ---------------- | ---------------------- | ---------------- |
| 1                | Suhl             | Andrea Heckner Robin Walter | 16               | Liubou Stralchonak Abdul-Aziz Kurdzi | 12               | Esha Singh Gaurav Rana | 16 (14)          |

### Wurftauben

#### Männer
| Trap | Trap       | Trap                           | Trap | Trap          | Trap   | Trap            | Trap   |
| Nr.  | Wettbewerb | Gold                           | Gold | Silber        | Silber | Bronze          | Bronze |
| ---- | ---------- | ------------------------------ | ---- | ------------- | ------ | --------------- | ------ |
| 1    | Suhl       | Lorenzo Ferrari (Sportschütze) | 44   | Mitchell Iles | 41     | Matteo Dambrosi | 33     |

| Trap, Team | Trap, Team | Trap, Team                                               | Trap, Team | Trap, Team                                           | Trap, Team | Trap, Team                                              | Trap, Team |
| Nr.        | Wettbewerb | Gold                                                     | Gold       | Silber                                               | Silber     | Bronze                                                  | Bronze     |
| ---------- | ---------- | -------------------------------------------------------- | ---------- | ---------------------------------------------------- | ---------- | ------------------------------------------------------- | ---------- |
| 1          | Suhl       | ItalienLorenzo Ferrari Edoardo Antonioli Matteo Marongiu | 354        | AustralienMitchell Iles Thomas Armstrong Adam Bylsma | 350        | FrankreichJason Picaud Clement Bourgue Nathan Thuillier | 344        |

| Skeet | Skeet      | Skeet              | Skeet | Skeet         | Skeet  | Skeet                  | Skeet  |
| Nr.   | Wettbewerb | Gold               | Gold  | Silber        | Silber | Bronze                 | Bronze |
| ----- | ---------- | ------------------ | ----- | ------------- | ------ | ---------------------- | ------ |
| 1     | Suhl       | Conner Lynn Prince | 56    | Wu Liangliang | 47     | Oliver George Harrison | 41     |

| Skeet, Team | Skeet, Team | Skeet, Team                                           | Skeet, Team | Skeet, Team                                                                 | Skeet, Team | Skeet, Team                                             | Skeet, Team |
| Nr.         | Wettbewerb  | Gold                                                  | Gold        | Silber                                                                      | Silber      | Bronze                                                  | Bronze      |
| ----------- | ----------- | ----------------------------------------------------- | ----------- | --------------------------------------------------------------------------- | ----------- | ------------------------------------------------------- | ----------- |
| 1           | Suhl        | FinnlandSami Aaltonen Oskari Lehtimaeki Niko Sulkonen | 350         | Vereinigte StaatenConner Lynn Prince Alexander Ahlin Benjamin Joseph Keller | 349         | Volksrepublik ChinaLong Jue Wu Liangliang Wang Zhangyue | 349         |

#### Frauen
| Trap | Trap       | Trap                    | Trap | Trap      | Trap   | Trap           | Trap   |
| Nr.  | Wettbewerb | Gold                    | Gold | Silber    | Silber | Bronze         | Bronze |
| ---- | ---------- | ----------------------- | ---- | --------- | ------ | -------------- | ------ |
| 1    | Suhl       | Faith Alexa Pendergrass | 39   | Selin Ali | 35     | Gaia Ragazzini | 29     |

| Trap, Team | Trap, Team | Trap, Team                                            | Trap, Team | Trap, Team                                                              | Trap, Team | Trap, Team                                         | Trap, Team |
| Nr.        | Wettbewerb | Gold                                                  | Gold       | Silber                                                                  | Silber     | Bronze                                             | Bronze     |
| ---------- | ---------- | ----------------------------------------------------- | ---------- | ----------------------------------------------------------------------- | ---------- | -------------------------------------------------- | ---------- |
| 1          | Suhl       | Volksrepublik ChinaZhang Ting Chen Hongdan Hong Xinru | 331        | Vereinigte StaatenFaith Alexa Pendergrass Carey Garrison Nicola Manhave | 322        | ItalienGaia Ragazzini Sofia Littame Sharyn Littame | 317        |

| Skeet | Skeet      | Skeet               | Skeet           | Skeet             | Skeet           | Skeet                  | Skeet  |
| Nr.   | Wettbewerb | Gold                | Gold            | Silber            | Silber          | Bronze                 | Bronze |
| ----- | ---------- | ------------------- | --------------- | ----------------- | --------------- | ---------------------- | ------ |
| 1     | Suhl       | Austen Jewell Smith | 52 Shoot off: 4 | Samantha Simonton | 52 Shoot off: 3 | Katharina Monika Jacob | 43     |

| Skeet, Team | Skeet, Team | Skeet, Team                                                                    | Skeet, Team | Skeet, Team                                       | Skeet, Team | Skeet, Team                                   | Skeet, Team |
| Nr.         | Wettbewerb  | Gold                                                                           | Gold        | Silber                                            | Silber      | Bronze                                        | Bronze      |
| ----------- | ----------- | ------------------------------------------------------------------------------ | ----------- | ------------------------------------------------- | ----------- | --------------------------------------------- | ----------- |
| 1           | Suhl        | Vereinigte StaatenAusten Jewell Smith Katharina Monika Jacob Samantha Simonton | 356 WRJ     | Volksrepublik ChinaLi Wenji Lu Yikai Song zhangyi | 336         | ItalienGiada Longhi Sara Bongini Giulia Basso | 319         |

#### Mixed
| Trap | Trap       | Trap                | Trap | Trap                          | Trap   | Trap                        | Trap    |
| Nr.  | Wettbewerb | Gold                | Gold | Silber                        | Silber | Bronze                      | Bronze  |
| ---- | ---------- | ------------------- | ---- | ----------------------------- | ------ | --------------------------- | ------- |
| 1    | Suhl       | Zhang Ting Li Siwey | 35   | Sofia Littame Lorenzo Ferrari | 33     | Jeana Garrison Roe Reynolds | 37 (35) |

## Medaillenspiegel
| Platz  | Land                   | Gold | Silber | Bronze | Gesamt |
| ------ | ---------------------- | ---- | ------ | ------ | ------ |
| 01     | Indien                 | 10   | 9      | 5      | 24     |
| 02     | Volksrepublik China    | 8    | 8      | 8      | 24     |
| 03     | Deutschland            | 5    | 2      | 3      | 10     |
| 04     | Vereinigte Staaten     | 4    | 3      | 2      | 9      |
| 05     | Russland               | 3    | 2      | 2      | 7      |
| 06     | Italien                | 3    | 1      | 4      | 8      |
| 07     | Norwegen               | 2    | 2      | 1      | 5      |
| 08     | Bulgarien              | 1    | 1      | —      | 2      |
| 09     | Österreich             | 1    | —      | 2      | 3      |
| 09     | Thailand               | 1    | —      | 2      | 3      |
| 11     | Türkei                 | 1    | —      | 1      | 2      |
| 12     | Finnland               | 1    | —      | —      | 1      |
| 12     | Iran                   | 1    | —      | —      | 1      |
| 14     | Frankreich             | —    | 4      | 2      | 6      |
| 15     | Belarus                | —    | 3      | 1      | 4      |
| 16     | Ungarn                 | —    | 2      | 3      | 5      |
| 17     | Australien             | —    | 2      | —      | 2      |
| 18     | Tschechien             | —    | 1      | 2      | 3      |
| 19     | Ukraine                | —    | 1      | 1      | 2      |
| 20     | Vereinigtes Königreich | —    | —      | 1      | 1      |
| 20     | Singapur               | —    | —      | 1      | 1      |
| Gesamt | Gesamt                 | 41   | 41     | 41     | 123    |